# Rose Hill (Karolina Północna)
Rose Hill – miasto w Stanach Zjednoczonych, w stanie Karolina Północna, w hrabstwie Duplin.